# Bithia nova
Bithia nova là một loài ruồi trong họ Tachinidae.